# LOBPA
LOBPA (Landsorganisationen Borgerstyret Personlig Assistance) er en dansk almennyttig organisation, der har rødder i handicaporganisationerne. LOBPA fungerer på en borgerstyret og demokratisk måde og har ikke til hensigt at skabe profit. Organisationen dækker BPA (Borgerstyret Personlig Assistance) og samler viden om og erfaring med BPA for at kunne skabe perspektiv om dette.
LOBPA blev dannet i forbindelse med ændringer i Serviceloven i 2008. Her blev den daværende hjælperordning ændret til BPA-ordningen. Samtidig blev personkredsen udvidet. Foreningen blev etableret og styres af mennesker, som alle selv anvender borgerstyret personlig assistance.

## Arbejdsområder
LOBPA er både medlems- og interesseorganisation for borgere med BPA. Eftersom BPA-borgere har mulighed for at overdrage deres arbejdsgiveransvar til enten en virksomhed eller en forening, så har LOBPA valgt at tilbyde denne hjælp til de af foreningens medlemmer, som måtte ønske det.
LOBPA er derfor også en driftsorganisation. Driftsorganisationen drives som en socialøkonomisk virksomhed. Det betyder bl.a. at overskuddet anvendes til gavn for alle medlemmer, for at fremme BPA-sagen og Independent Living-bevægelsens tanker i Danmark.

### Arbejdsgiveropgaver
Som arbejdsgiver er LOBPA omfattet af overenskomsten mellem Dansk Erhverv og FOA. Det betyder bl.a. at borgere, som har overdraget arbejdsgiveransvaret til LOBPA har adgang til at anvende 24-timers vagter.

### Lobbyvirksomhed
LOBPA har som interesseorganisation blandt andet kæmpet for, at der blev udmålt tilstrækkelig løn til BPA-borgernes hjælpere. Dette fordi, det er en forudsætning for, at borgerne kan anvende 24-timers vagter. LOBPA har været drivende kraft i, at bl.a. Aarhus Kommune rettede ind og fremover vil udmåle korrekt løn til hjælperne.